# Isidro González
Isidro González (nascido a 15 de outubro de 1907, data de óbito desconhecida) foi um espanhol esgrimista. Ele competiu no evento sabre individual no jogos Olímpicos de Verão de 1928.